# Даллас (округ, Алабама)
Да́ллас (англ. Dallas County) — округ в штате Алабама, США. Население по переписи 2020 года —  38 462 человека. Административный центр — Селма.
Официально образован в 1818 году. Назван в честь 6-го министра финансов США Александра Джеймса Далласа.

## География
По данным Бюро переписи США, общая площадь округа равняется 2574 км², из которых 2535 км² составляет суша и 39 км² — водные объекты (1,51 %).
Расположен в центральной части штата, в пределах примексиканской низменности. Северо-западная часть Далласа находится в пределах национального заповедника Талладега. Река Алабама протекает с севера на юг через центральную часть округа, а её притоки Сидар-Крик и Беар-Крик пересекают его южную и юго-западную части. Река Кахаба впадает в Алабаму всего в нескольких милях к югу от Сельмы, а её приток Окмалджи-Крик протекает вдоль северо-западной границы округа. Магистраль  — основная транспортная артерия округа, соединяющая его восточную и западную части. Аэропорт Крейг-Филд — единственный воздушный узел Далласа.

### Климат
Для округа характерно довольно продолжительное лето. Тропический воздух с Мексиканского залива постоянно накрывает данный регион. Зима прохладная и довольно короткая. Осадки обильные в течение всего года. Длительные засухи случаются редко. Снегопады редки и непродолжительны. Средняя относительная влажность воздуха весной составляет менее 55 %. В остальное время года показатель варьируется в пределах 60 %. Ветры главным образом дуют с юго-запада. Сильные штормы, включая торнадо, время от времени обрушиваются на регион.
| Показатель                    | Янв. | Фев. | Март | Апр. | Май | Июнь | Июль | Авг. | Сен. | Окт. | Нояб. | Дек. | Год  |
| ----------------------------- | ---- | ---- | ---- | ---- | --- | ---- | ---- | ---- | ---- | ---- | ----- | ---- | ---- |
| Абсолютный максимум, °C       | 21   | 21   | 26   | 28   | 32  | 36   | 37   | 37   | 36   | 30   | 24    | 21   | 29   |
| Средний суточный максимум, °C | 14   | 16   | 20   | 25   | 29  | 32   | 33   | 33   | 31   | 25   | 19    | 15   | 24   |
| Средняя температура, °C       | 8    | 10   | 14   | 18   | 22  | 26   | 27   | 27   | 24   | 18   | 13    | 9    | 18   |
| Средний суточный минимум, °C  | 2    | 4    | 7    | 11   | 16  | 20   | 21   | 21   | 18   | 11   | 6     | 3    | 12   |
| Абсолютный минимум, °C        | −5   | −2   | 2    | 8    | 12  | 17   | 19   | 19   | 15   | 6    | 1     | −2   | 8    |
| Норма осадков, мм             | 126  | 132  | 155  | 120  | 103 | 100  | 128  | 100  | 88   | 67   | 90    | 132  | 1341 |
| Источник: НЦЭИ                |      |      |      |      |     |      |      |      |      |      |       |      |      |

## История
Образован 9 февраля 1818 года решением Генеральной ассамблеи территории Алабама. В 1820 году административным центром округа и всего штата стал город Кахаба, расположенный на слиянии рек Кахаба и Алабама. Поселение стало экономическим и политическим центром, но пришло в упадок после того, как в 1825 году правительство штата переместилось в Таскалусу. В 1840—1850-е годы развитие города происходило преимущественно благодаря хлопчатобумажной промышленности. После Гражданской войны Кахаба был практически заброшен, а центр округа был перенесён в Селму. Впоследствии земли Далласа входили в локальный регион по производству хлопка.
В период Гражданской войны Селма являлась центром военной промышленности. После падения Нового Орлеана в 1862 году Джозайя Горгас приказал перенести производство из Маунт-Вернона в Селму. В городе функционировали завод по изготовлению боеприпасов и военно-морская верфь Конфедерации, построившая броненосец CSS Tennessee для обороны залива Мобил. Подсчитано, что к концу войны 10 000 рабочих, занятых на городских заводах, производили половину пушек и две трети боеприпасов, используемых силами Конфедерации. В дополнение, город также производил селитру, используемую при изготовлении пороха. В связи с этим, Селма стала важнейшей целью сил Федерации. После нескольких неудачных попыток в апреле 1865 года силы армии США под командованием генерала Джеймс Харрисона Уилсона достигли города, уничтожив войска Натаниэля Бедфорда Форреста и разрушив заводы и фабрики. В период Гражданской войны в Кахабе находилась тюрьма. После падения Селмы более 1000 американских заключённых погибли, когда пароход «Султанша» (англ. Sultana) взорвался и затонул на реке Миссисипи.
В 1960-е годы Селма стала важным центром движения за гражданские права. Первые кампании по регистрации чернокожих избирателей, организованные в 1960 году, были встречены массовым сопротивлением белого населения. В 1965 году полицейские округа атаковали участников движения за гражданские права на мосту Эдмунда Петтуса во время одного из маршей Селма—Монтгомери. В результате президент Линдон Джонсон подписал Закон об избирательных правах 1965 года.

## Население
По переписи населения 2020 года в округе проживало 38 462 жителя. Плотность населения — 15,17 чел. на один квадратный километр. Расовый состав населения: чёрные или афроамериканцы — 69,71 %, белые — 26,94 %, испаноязычные или латиноамериканцы — 0,77 % и представители других рас — 2,58 %.

## Политика

### Орган власти
Округ Барбор управляется специальной комиссией, подконтрольной законодательному собранию штата. Состоит из пяти представителей. Выборы проходят раз в четыре года.

### Президентские выборы
Округ считается оплотом Демократической партии. По результатам электоральной кампании 2020 года жители округа отдали предпочтение Джо Байдену.

## Экономика
В 2021 году средний годичный доход домохозяйства составляет 34 957 долларов, что на 35,2 % ниже среднего уровня по штату и на 49,9 % ниже среднего по стране. Доля домохозяйств с заработком более $100 тысяч — 12,6 %, а менее $10 тысяч — 13,3 %.
Ведущей производственной компанией в округе является «International Paper» (компания, специализирующаяся на целлюлозно-бумажной промышленности); в ней трудится 768 человек. По состоянию на ноябрь 2022 года, уровень безработицы в округе составил 5,2 %.

## Образование
Систему образования округа Даллас составляют 14 учреждений образования, 13 из которых расположены в Селме. В округе находится общественный колледж Уоллеса, а также частный религиозный университет Селмы и колледж Конкордия, которые исторически являются учебными заведениями для афроамериканского населения.